# Ruederbach
Ruederbach település Franciaországban, Haut-Rhin megyében. Lakosainak száma 392 fő (2022. január 1.). Ruederbach Hirsingue, Bisel, Heimersdorf, Bettendorf, Feldbach és Illtal községekkel határos.

## Népesség
A település népessége az elmúlt években az alábbi módon változott:
| Lakosok száma | 372  | 383  | 396  | 399  | 400  | 401  | 406  | 399  | 392  |
|               | 2013 | 2015 | 2016 | 2017 | 2018 | 2019 | 2020 | 2021 | 2022 |